# Février 1942
Les événements concernant la Seconde Guerre mondiale sont détaillés dans l'article Février 1942 (Seconde Guerre mondiale).

## Événements
- Canada : Richard Hanson, chef du parti conservateur, réclame la conscription immédiate.
- France : Fondation de Ceux de la Résistance (CDLR).

- 1er février : le national-socialiste Vidkun Quisling est nommé Premier ministre en Norvège par le commissaire du Reich.

- 4 février : gouvernement de Nahhas Pacha en Égypte (fin le 10 octobre 1944)

- 9 février : incendie du paquebot Normandie dans le port de New York.

- 12 février :
  - Nehru déclare que l'Inde n’acceptera jamais de se retrouver sous souveraineté allemande ou japonaise.
  - Le sioniste radical Abraham Stern, chef d’un groupe de lutte armée contre les Britanniques (Groupe Stern ou Lehi), est abattu par la police anglaise. Menahem Begin prend la tête du mouvement et relance la lutte armée en 1944.

- 14 février : en Pologne, l'Union de la lutte armée ZWZ est transformée en Armée de l'Intérieur AK dont le commandement est confié au général Stefan Grot-Rowecki.

- 15 février : les troupes du général japonais Tomoyuki Yamashita prennent Singapour et contraignant 30 000 Britanniques à la reddition. Palembang tombe et la flotte hollandaise est mise hors de combat.

- 17 février : premier vol du Douglas DC-4, dont la version militaire est baptisée C-54 Skymaster.

- 19 février : ouverture du procès de Riom. Léon Blum, Édouard Daladier, Paul Reynaud et le général Gamelin sont accusés d’être responsables de la défaite. Le procès est suspendu sine die le 14 avril, les inculpés se montrant plus convaincants que les accusateurs.

- 20 février : les Japonais débarquent sur l’île de Timor.

- 22 février : création du Service d'ordre légionnaire, future milice.

- 23 février : sept résistants du Réseau du musée  de l'Homme sont fusillés dont Boris Vildé
- 24 février : premier jour d'émission pour la station de radio américaine international Voice of America.

- 27 - 28 février : opération Biting.

- 28 février : le général Hitoshi Imamura débarque des troupes à Java.

## Naissances
- 3 février : Carolyn Burns, écologue néo-zélandaise.
- 4 février : José Cid, chanteur, pianiste et compositeur portugais.
- 6 février : Fortunato Frezza, cardinal italien de la Curie romaine.
- 7 février : Ivan Mládek, chanteur et comédien tchèque.
- 8 février :
  - Jean Gol, homme politique belge († 17 septembre 1995).
  - François Jauffret, joueur de tennis français.
- 13 février : Donald E. Williams, astronaute américain.
- 14 février :
  - Ricardo Rodriguez, pilote mexicain de Formule 1 († 1er novembre 1962).
  - Roland Giraud, comédien français.
  - Michael Bloomberg, homme d'affaires et homme politique américain.
- 20 février : 
  - Phil Esposito, joueur de hockey.
  - Mitch McConnell, sénateur des États-Unis pour le Kentucky depuis 1985.
- 24 février : Joseph Lieberman, homme politique et sénateur des États-Unis pour le Connecticut de 1989 à 2013 († 27 mars 2024).
- 25 février : Gennady Samosedenko, cavalier soviétique de saut d'obstacles († 29 avril 2022).
- 26 février :
  - Jozef Adamec, joueur et entraîneur slovaque de football († 24 décembre 2018).
  - Najma Chaudhury, universitaire, femme politique et féministe bangladaise
  - Wolf Gremm, réalisateur et scénariste allemand († 14 juillet 2015).
- 28 février : 
  - Brian Jones, guitariste et multi-instrumentiste des Rolling Stones († 3 juillet 1969).
  - Oliviero Toscani, photographe italien († 13 janvier 2025).

## Décès
- 4 février : Louis-Adolphe Paquet, prêtre et écrivain.

- 10 février : Ernest Pérochon, écrivain français.

- 20 février : Louis Soutter, peintre et dessinateur suisse.

- 21 février : Jean Rameau, écrivain français.

- 22 février : Stefan Zweig, écrivain autrichien.

- 23 février : Boris Vildé, fondateur du réseau de résistance Réseau du Musée de l'Homme en France à Paris